# Elipsoida ziemska
Elipsoida ziemska – spłaszczona elipsoida obrotowa, której powierzchnia jest najbardziej zbliżona do hydrostatycznej powierzchni Ziemi. Elipsoida obrotowa jest określona przez dwa stałe parametry, w tym jeden przynajmniej długościowy, np. przez dwie półosie a i b lub przez półoś a i spłaszczenie f.
Na powierzchnię odniesienia redukuje się te obserwacje, które są potrzebne. Dawniej na elipsoidę redukowało się azymut α, szerokość geograficzną φ i długość geograficzną λ (żeby otrzymać B i L) oraz odległość między punktami. Obecnie redukuje się jedynie odległość między punktami, ponieważ dostępne są pomiary GPS i od razu uzyskujemy współrzędne elipsoidalne (B, L).
Elipsoida globalna (ziemska) to elipsoida, która dotyczy całego globu ziemskiego, czyli została tak ułożona i dopasowana względem Ziemi, aby możliwie jak najdokładniej opisywała jej całą powierzchnię. Z geometryczno-dynamicznego punktu widzenia „elipsoidą ziemską” nazywa się taką elipsoidę obrotową, dla której suma kwadratów odstępów geoidy od elipsoidy byłaby minimalna, suma zaś tych odstępów byłaby równa zeru.
O elipsoidzie lokalnej (elipsoidzie odniesienia) mówimy wtedy, gdy dotyczy ograniczonego obszaru Ziemi. Elipsoida lokalna odpowiada najlepiej tym obszarom, na których zostały wykonane pomiary w celu jej wyznaczenia. Dla innych obszarów może już nie być elipsoidą najlepiej dopasowaną.
O wyborze elipsoidy zwykle decydują względy praktyczne, na przykład przyjęcie elipsoidy w krajach sąsiednich, posiadanie odpowiednich tablic. Należy pamiętać, że nawet przyjęcie takich samych parametrów w krajach sąsiednich nie musi prowadzić do jednolitych systemów współrzędnych, gdyż są one związane jeszcze z punktem przyłożenia elipsoidy i z jej orientacją.

## Historyczne elipsoidy ziemskie (systemy odniesienia)
| Nazwa                                    | Duża półoś [m] | Mała półoś [m]   | Odwrotność spłaszczenia |
| ---------------------------------------- | -------------- | ---------------- | ----------------------- |
| Modified Everest (Malaya) Revised Kertau | 6 377 304,063  | 6 356 103,038993 | 300,801699969           |
| Timbalai                                 | 6 377 298,56   | 6 356 097,55     | 300,801639166           |
| Sferoida Everesta                        | 6 377 301,243  | 6 356 100,228    | 300,801694993           |
| Maupertuis (1738)                        | 6 397 300      | 6 363 806,283    | 191                     |
| Delambre (1810)                          | 6 376 985,0    |                  | 308 6465                |
| Everest (1830)                           | 6 377 276,345  | 6 356 075,413    | 300,801697979           |
| Airy (1830)                              | 6 377 563,396  | 6 356 256,909    | 299,3249646             |
| Bessel (1841)                            | 6 377 397,155  | 6 356 078,963    | 299,1528128             |
| Clarke (1866)                            | 6 378 206,4    | 6 356 583,8      | 294,9786982             |
| Clarke (1880)                            | 6 378 249,145  | 6 356 514,870    | 293,465                 |
| Helmert (1906)                           | 6 378 200      | 6 356 818,17     | 298,3                   |
| Hayford (1909)                           | 6 378 388      | 6 356 911,946    | 297                     |
| Międzynarodowa (Hayford 1924)            | 6 378 388      | 6 356 911,946    | 297                     |
| NAD 27                                   | 6 378 206,4    | 6 356 583,800    | 294,978698208           |
| Krassowski (1940)                        | 6 378 245      | 6 356 863,019    | 298,3                   |
| WGS-66 (1966)                            | 6 378 145      | 6 356 759,769    | 298,25                  |
| Australian National (1966)               | 6 378 160      | 6 356 774,719    | 298,25                  |
| Nowa Międzynarodowa (1967)               | 6 378 157,5    | 6 356 772,2      | 298,24961539            |
| GRS-67 (1967)                            | 6 378 160      | 6 356 774,516    | 298,247167427           |
| Południowo-Amerykańska (1969)            | 6 378 160      | 6 356 774,719    | 298,25                  |
| WGS-72 (1972)                            | 6 378 135      | 6 356 750,52     | 298,26                  |
| GRS 80 (1979)                            | 6 378 137      | 6 356 752,3141   | 298,257222101           |
| NAD 83                                   | 6 378 137      | 6 356 752,3      | 298,257024899           |
| WGS-84 (1984)                            | 6 378 137      | 6 356 752,3142   | 298,257223563           |
| IERS (1989)                              | 6 378 136      | 6 356 751,302    | 298,257                 |
| Sfera (6371 km)                          | 6 371 000      | 6 371 000        | {\displaystyle \infty } |

## Główne promienie krzywizny
W wyniku przekroju elipsoidy dwoma przekrojami głównymi otrzymujemy na jej powierzchni dwie krzywe, z których jedna ma w danym punkcie krzywiznę największą, a druga najmniejszą. Promienie krzywizn tych krzywych w tym punkcie nazywamy głównymi promieniami krzywizny. Wyróżniamy dwa główne promienie krzywizny:
- Promień przekroju południkowego (podłużnego)

{\displaystyle M={\frac {a(1-e^{2})}{\sqrt {(1-e^{2}\sin ^{2}B)^{3}}}}}
- Promień przekroju pierwszego wertykału (poprzecznego)

{\displaystyle N={\frac {a}{\sqrt {1-e^{2}\sin ^{2}B}}}}
Długość promienia {\displaystyle N} jest liczona od punktu, w którym normalna do elipsoidy przebija jej powierzchnię do punktu, w którym normalna do elipsoidy przecina oś obrotu Ziemi.